# 西丽·马利尼克斯
西丽·马利尼克斯（英語：Siri Mullinix，1978年5月22日—），美国女子足球运动员，场上位置是守门员。她曾代表美国国家队参加2000年夏季奥林匹克运动会足球比赛，获得一枚银牌。